# Ramon Recasens Miret
Ramon Recasens Miret (comarques lleidatanes, ? - Bordeus, 14 de gener del 1926) va ser un activista anarquista català —els seus llinatges també són citats com Requesens i Muset—, conegut com “El Maño”.

## Biografia
Milità a Sabadell (Vallès Occidental, Catalunya). Forner de professió i originari d'un poble de Lleida, el 7 de setembre de 1918 va ser detingut amb altres companys (Domingo Gil, José Carreras, Joaquín Bayona, Ramon Ayxelà i Juan Plaza) durant la vaga de forners de Barcelona. El 30 de novembre de 1920 va ser deportat a bord del vaixell Giralda a la fortalesa de la Mola de Maó amb uns altres 36 militants llibertaris. Encara a Menorca, el juliol de 1921 va ser processat amb altres companys (Francesc Ferrer Giner, Pere Ubach Sallés i Vicenç Valls Rovira) per l'assassinat de Josep Figueres Tolosa, patró d'una fleca, esdevingut el 13 d'abril de 1920 a Barcelona. El setembre de 1921 fou reclamat per l'Audiència de Barcelona per processar-lo pels aldarulls del setembre de 1919 arran de la vaga de flequers.
Membre d'un grup d'acció, amb altres companys (Marcelino Silva Vilasuso, Antonio Jiménez Martín, Francesc Cunyat Marcó, Manuel Ramos Alonso, Vicente Luero Lahoz, Antoni Mas Gómez, Carles Anglès Corbella i Josep Francès Jorquès), l'1 de setembre de 1922 assaltà el tren Madrid-Saragossa-Alacant al seu pas pel Poblenou de Barcelona; portava la paga per als obrers del ferrocarril dels tallers del Camp de la Bota, i s'aconseguí un botí de 140.000 pessetes, diners que van ser lliurats en la seva totalitat al Comitè Pro-presos, el secretari del qual era aleshores Ramón Arín. Ferit a la cuixa esquerra durant aquest cop per un soldat del destacament del Camp de la Bota mentre fugia, després d'unes setmanes amagat a la barriada d'Hostafrancs de Barcelona, aconseguí passar a França gràcies al suport de la seva companya Maria Camarasa, del metge Simó Solà Gandia i d'altres militants.
Baroja el situa al complot de la invasió anarcosindicalista de Vera de Bidasoa (1924) i Perpinyà per enderrocar la Dictadura amb altres companys vinguts de França i que va ser un fracàs absolut. Després d'una temporada a Perpinyà s'instal·là a París, on les autoritats franceses l'implicaren en la preparació de l'assalt de la caserna de les Drassanes de Barcelona, el 6 de novembre de 1924. L'11 de juliol de 1925 participà, amb Isidre Casals, Benito Castro i Joaquín Aznar Solanas (alies “El Negro”), en un cop a la casa Harribey de Talença, a prop de Bordeus, però va ser detingut juntament amb els dos primers. El 30 d'octubre de 1925 va ser jutjat pel Tribunal de la Gironda per assalt, robatori i homicidi i fou condemnat a mort juntament amb Benito Castro; Isidre Casals fou condemnat a treballs forçats a perpetuïtat. Ramon Recasens Miret va ser guillotinat el 14 de gener de 1926 a Bordeus (Aquitània, Occitània). Benito Castro fou guillotinat el mateix dia.